# Нов мост (Ивреа)
Новият мост (на италиански: Ponte Nuovo), известен също като Мост „Херцогиня Изабела“ и Мост „Адриано Оливети“, е сводест мост в град Ивреа, Пиемонт, Северна Италия. Построен е на река Дора Балтеа и е открит през 1860 г.

## История
Строителните работи на Новия мост, проектиран от инж. Гуалини и открит през 1860 г., са извършени от компанията Меаца. Изграждането му е част от по-голям проект за модернизиране на град Иврея, който дотогава е имал само един мост – Понте Векио, съществуващ още от римско време. Новият мост поема по-голямата част от транзита, като се намира по протежение на оста, която свързва центъра на града с Гара „Ивреа“.
През 1917 г. мостът е разширен с конструкция от долната страна на тротоара. Изграждането на тротоара откъм горната страна е е от 50-те години на 20. век.
На 15 октомври 1926 г. решение на Градския съвет посвещава моста на херцогиня Изабела Баварска, съпруга на принц Томас Савойски-Генуезки. На 18 декември 2010 г., на 50-ата годишнина от смъртта му, мостът е кръстен на Адриано Оливети.

## Описание
Мостът се намира на място, където течението на реката е особено тясно, точно преди коритото на Дора Балтеа да се разшири отново, на около сто метра надолу по течението от Понте Векио и на около петдесет метра нагоре по течението от Железопътния  мост. Това е еднодъгов мост.